# غارشناسی
روش علمی مطالعه غارها را غارشناسی (Speleology) می‌گویند. غارشناسی به مطالعه غارها و دیگر عارضه‌های کارستی، اجزای تشکیل‌دهنده آن‌ها، ساختارها و ویژگی‌های فیزیکی آن‌ها، تاریخ غارها، جانداران درون و نزدیک غار، و روندهایی که باعث این موارد می‌شود می‌پردازد.
مطالعه تغییرات در شکل غارها در طی زمان غارریخت‌شناسی speleomorphology و روند تشکیل غارها را غارزایی speleogenesis می‌گویند.
غارشناسی یک حوزه علمی چندرشته‌ای است که دانش‌های حوزه‌های شیمی، زیست‌شناسی، فیزیک، هواشناسی، و نقشه‌برداری را ترکیب کرده و از این طریق تصویری از غارها و سامانه‌های متغیر و پیچیده آن‌ها به‌دست می‌دهد.
گاه از اصطلاح غارشناسی برای اشاره به فعالیت‌های شناسایی نقاط نامشخص غارها توسط غارنوردان نیز استفاده می‌شود.
غارهای طبیعی در اثر عوامل مختلفی چون نفوذ آب در طبقات آهکی، وقوع زمین لرزه یا چین خوردگی زمین، اثر آبشارها و امواج دریا، وجود آتشفشان یا گدازه‌های حاصل از آن و انواع غارهای بادی و یخی به وجود می‌آید. غارهای طبیعی بیشتر در اثر نفوذ آب در طبقات آهکی به وجود می‌آیند و به فراوانی در دنیا یافت می‌شوند. تعداد اندکی از آن‌ها در سنگ‌های گرانیتی، آتشفشانی یا سنگ‌های شنی وجود دارند.
به تمام سنگ‌هایی که بعد از تشکیل فضای غار بر اثر چکیدن آب‌های فرورو در کف و دیواره‌های غار به وجود می‌آید غارسنگ speleothem می‌گویند که معروف‌ترین آن‌ها چکنده (استالاکتیت) و چکیده (استالاگمیت) هستند.

## محیط‌های غار
محیط غارها به سه دسته تقسیم می‌شود:
- درزمینی (Endogean): بخشی از غار که با خاک سطح زمین در ارتباط است. این ارتباط از طریق شکاف‌ها و درزهای صخره‌ها، نشت آب روی زمین، و نفوذ ریشه گیاهان به‌وجود می‌آید.
- کنارزیرزمینی (Parahypogean): مناطق آستانه‌ای نزدیک به دهانه غار که تا آخرین نقاط نفوذ نور ادامه دارد.
- زیرزمینی (Hypogean): این محیط‌ها ممکن است به‌طور منظم از طریق باد یا رودخانه‌های زیرزمینی، یا کوچ جانوران با سطح در تماس باشند یا ممکن است کاملاً جدا از محیط بیرون بمانند. محیط‌های زیرزمینی عمیق ممکن است اکولوژی‌های مستقلی را تشکیل بدهند که منبع اصلی انرژی در آن‌ها نه نور خورشید بل‌که انرژی شیمیایی باشد که توسط باکتری‌های شیمی‌خودپرورد chemoautotrophic از سنگ آهک و دیگر مواد معدنی آزاد می‌شود.

## دسته‌بندی ارگانیسم‌های غارها
ارگانیسم‌های موجود در غارها معمولاً به سه دسته اصلی تقسیم می‌شوند:
| غارنشینان Troglobites  | کورماهی       | غارنشینان غارزیان اجباری هستند و بدن آن‌ها برای زندگی در غار ساخته شده‌است. برخی از گونه‌های آنان ممکن است بتوانند مدتی کوتاه یا بخشی از زندگی را روی زمین بگذرانند اما نمی‌توانند همه زندگی را بیرون از غار بگذرانند. باکتری‌های شیمی‌پرورد، کرم‌های پهن، دم‌فنری، و کورماهی نمونه‌هایی از غارنشینان هستند. |
| غاردوستان Troglophiles | جیرجیرک غار   | غاردوستان قادرند بخشی از زندگی یا تمامی زندگی را در غار بگذرانند اما در عین حال قادرند تمامی طول عمر خود را در محیط‌های مناسبی در بیرون از غار به‌سر ببرند. جیرجیرک غار، هزارپا، کژدم‌نما و عنکبوت نمونه‌ای از این جانداران هستند.                                                                      |
| غارروها Trogloxenes    | پرستوی صخره‌زی | غارروها جانورانی هستند که به‌طور مکرر به غارها سر می‌زنند و ممکن است در بخشی از زندگی به محیط غار نیاز داشته باشند اما برای دست‌کم بخشی از طول عمر نیازمند بازگشت به سطح هستند. خزندگان و پستانداران زمستان‌خواب نمونه‌های معروف غارروها هستند.                                                          |

برخی جانوران نیز غارروی تصادفی هستند یعنی ارگانیسم‌های سطح‌زی هستند که بدون این‌که دلیلی مربوط به بقا داشته باشند وارد غارها می‌شوند. برخی حتی غارهراس troglophobes هستند و قادر نیستند در غارها دوام بیاورند اما به‌طور اتفاقی از طریق جوی‌ها یا جریان آب به دورن غار می‌افتند، برای نمونه غورباقه‌هایی که با سیل به غار وارد می‌شوند.